# Gemencheh
Gemencheh fou un estat de Negeri Sembilan. Estava situat a l'extrem sud-est del modern estat de Negeri Sembilan, limitat a l'est per Segamat, al nord per Inas (o Jelai), al sud per Naning i a l'oest per Tampin. La capital era la població de Gemencheh a la vora del riu Sungai Gemencheh. L'estat hauria sorgit vers 1700, i avançat el segle xix va quedar unit al de Jelai (Inas) i es va formar l'estat de Gemas.
El pont sobre el Sungai Gemencheh fou teatre el gener de 1942 d'una batalla entre japonesos i australians; els primers avançaven des de Tampin cap a Gemes i havien de travessar el riu i els australians els van emboscar però es van haver de retirar al cap de dos dies.
02° 32′ N, 102° 24′ E / 2.533°N,102.400°E